# Laphroaig
Laphroaig (рус. Лафро́йг) — марка одного из известных шотландских односолодовых виски. Название можно перевести как «живописная долина на берегу широкой бухты». Производство расположено на южном побережье острова Айлей в двух километрах к востоку от города Порт-Эллен.

## История
В 1745 году в Шотландии вспыхнуло восстание якобитов, в результате разгрома которого братья Роланд, Александр и Дункан МакКэйб из клана МакДональд вынуждены были бежать на остров Айлей, сменив имя на «Джонстон». Сыновья Александра, поселившегося в местечке Тай Каргамэн (Tigh Cargaman) (ныне Порт-Эллен), Александр и Дональд Джонстоны купили неподалёку 1000 акров фермерских земель чтобы заняться скотоводством. Для выращивания скота им необходимо было запасаться достаточно большим количеством корма, чтобы прокормить животных зимой. Излишки шли на производство виски, для дистилляции которого была построена небольшая винокурня. К 1815 году производство виски стало приносить больше прибыли, чем выращивание скота, эта дата считается годом начала производства Лафройг.

### Ранние годы
В 1826 году Дональд Джонстон стал официальным производителем виски и начал выплачивать акциз, а в 1836 он выкупил производство своего брата и стал первым единоличным владельцем Лафройг. В июне 1847 года он упал в чан с производившимся виски и через два дня после этого скончался, не оставив завещания. Его сыну Дугальду было тогда одиннадцать лет, и он не мог управлять заводом, поэтому производство Лафройг было отдано в аренду Грэхэму, управляющему Лагавулин, на девять лет, то есть до совершеннолетия Дугальда Джонстона. Грэхэму и его кузену Джону Джонстону, женатому на сестре Дональда Мэри, было также доверено право распоряжаться состоянием мальчика.
В 1857 году молодой Дугальд Джонстон принял управление Лафройг. В годы его управления винокурней производство расширялось, были построены новые здания, однако люди Лагавулин продолжали оказывать большое влияние на работу Лафройг. Новые владельцы Лагавулин — компания Mackie & Сo — заключили договор, по которому они становились торговыми агентами Лафройг. Это способствовало тому, что вскоре марка Лафройг стала известна далеко за пределами острова Айлей, а сам напиток начали охотно включать в купажи. Однако была и обратная сторона — Mackie & Сo забирали половину выпускаемого Лафройг виски для купажирования. Этот факт все меньше устраивал Дугальда, который видел в данной ситуации опасность для Лафройг лишиться возможности выпускать свои купажи. В 1877 году Дугальд умер не оставив после себя наследника, однако его сестра Изабелла вышла замуж за Александра Джонстона, который и стал следующим управляющим Лафройг. Он вел дела от имени своей жены и её сестер, а после смерти Изабеллы получил по завещанию её долю акций компании. При нём компания процветала, был построен коровник, конюшни и новый склад. В 1907 году Александр умер, а Лафройг унаследовали его сестры Виллиан Хантер и Катрин Джонстон и племянник Дж. Джонстон-Хантер.

### Ссоры с соседями
Новые владельцы компании посчитали сделку с Mackie & Сo нечестной и разорвали договор, по которому обязаны были отдавать соседям огромную долю теперь уже широко известного напитка. Питер Мэкки — владелец Mackie & Сo — был вне себя от ярости и даже приказал своим людям завалить канал камнями, чтобы вода, необходимая для производства виски, не поступала в Лафройг. После состоявшегося вскоре судебного процесса Мэкки был вынужден вернуть все на свои места и возобновить подачу воды. В 1908 году он решил взять реванш и переманил главного мастера рецептуры Лафройг, чтобы тот работал на него в Лагавулин, однако повторить вкус Лафройг ему не удалось.

### Период развития и приобретения международной известности
В это время для управления делами Лафройг приехал молодой Ян Хантер, сын миссис Виллиан Хантер. Он столкнулся с серьёзными денежными затруднениями, поскольку значительные средства были потрачены на недавние судебные процессы. К тому же вскоре предстояло заключать новый арендный договор. Но здесь ситуация сложилась в пользу Лафройг — в 1921 году землевладельцы из клана Рамсэй (Ramsay) решили продать свои угодья. Лагавулин, Лафройг и Ардбег (Ardbeg) воспользовались этим шансом. В результате этой сделки в 1923 году Лафройг смогли увеличить объёмы производства вдвое. В это время торговым агентом предприятия была фирма
Robertson & Baxter, но в 1927 году Хантер решил, что отныне, когда Лафройг окончательно «встал на ноги», будет выгодно разорвать соглашение с ними и продвигать свою продукцию на рынке самостоятельно.

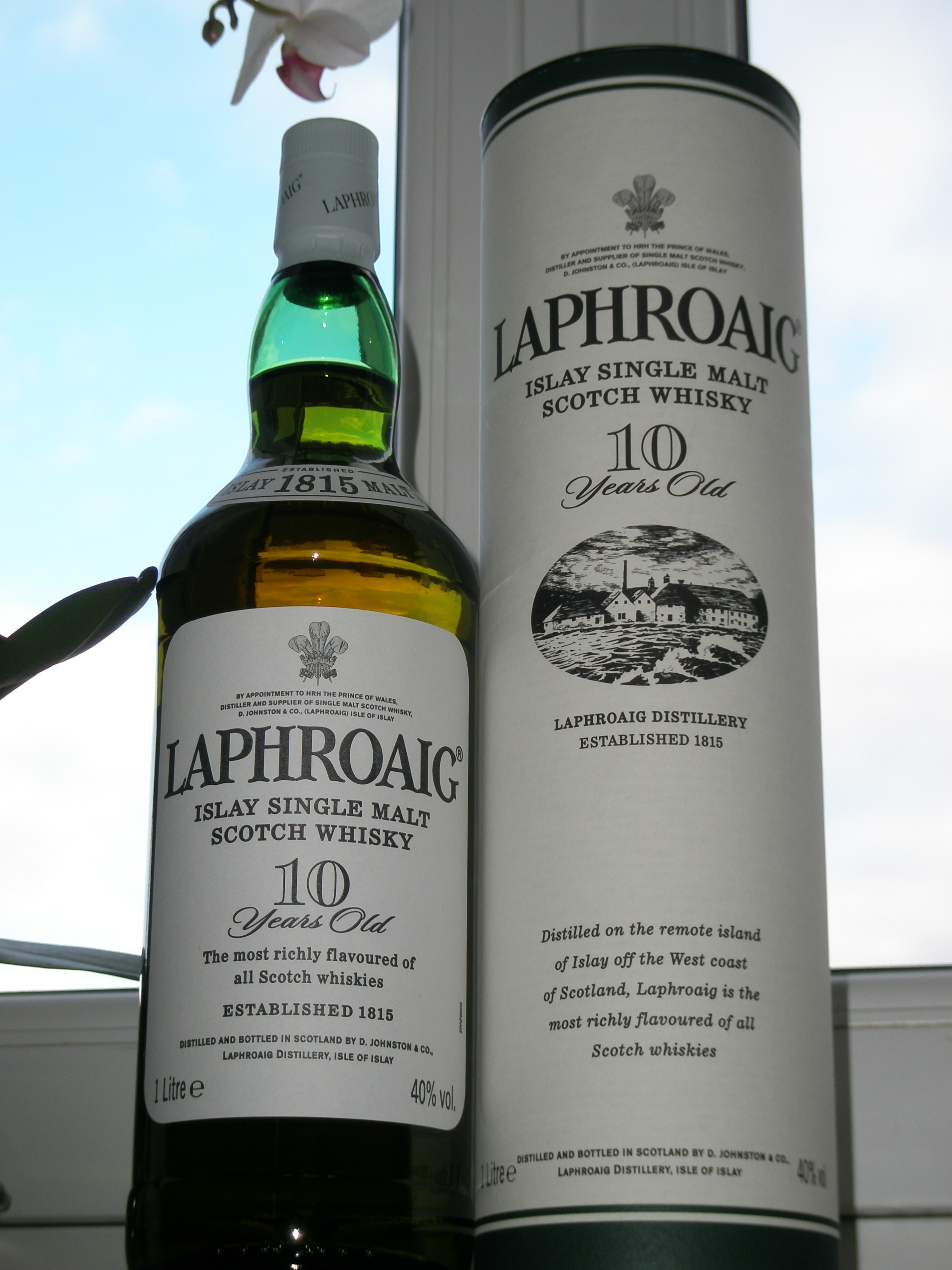
10-летний Лафройг

В 1928 году Ян Хантер получил заказ на производство купажа Айлей Мист (Islay Mist), который оказался настолько хорош, что вскоре было решено производить его для коммерческих целей. Напитки Лафройг начали экспортироваться в Европу, Латинскую америку, Канаду и даже в США, где тогда действовал сухой закон. В США виски Лафройг, обладавшие характерным запахом йода, провозились под видом медицинских препаратов. С этого момента продукция компании приобрела мировую известность. В это же время умирает мать Яна — Виллиан Хантер — и он становится единоличным владельцем винокурни.
В 1932 году, окончив университет Глазго, в Лафройг для работы в офисе приехала молодая Бэсси Уиллиямсон. Ян был последним в своем роду и тщательно оберегал семейные секреты производства виски, не позволяя журналистам, фотографам и писателям приближаться к винокурне. Однако Бэсси была одной из немногих, кому он доверял, и в 1950 году он превратил Лафройг в частную компанию с ограниченной ответственностью, сам стал управляющим директором, мисс Бэсси Уиллиямсон назначил секретарем и директором, а своего адвоката МакКована — директором. В 1954 году Ян Хантер умер в результате продолжительной болезни; так Бэсси стала первой женщиной во главе Лафройг.
В управлении компанией Бэсси была прагматична. Она понимала, что для того чтобы занять значительное положение на мировом рынке, необходима поддержка интернациональных компаний. В 1967 году она продала Лафройг шотландской компании Long John International, но оставалась на посту управляющего директора до ухода на пенсию в 1972 году.

### Наши дни
В 1990 году Long John становится частью интернациональной компании Allied Domecq, а 10-летний Лафройг становится самым хорошо продаваемым односолодовым виски в мире.
В 1994 винокурню посетил принц Чарльз и сделал королевский заказ на продукцию предприятия.
В 2005 году Allied Domecq была поглощена Fortune Brands.

## Друзья Лафройг

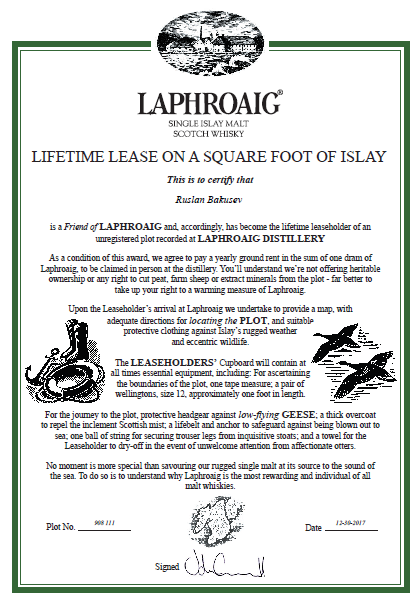
Сертификат владельца одного квадратного фута земли на острове

В 1994 году, после посещения винокурни Лафройг Принцем Чарльзом, у владельцев возникла идея маркетинговой кампании «Друзья Лафройг» (Friends of Laphroaig). С этого момента каждая упакованная в тубус бутылка виски Лафройг снабжается специальным ярлычком со скрытым внутри специальным кодом. Покупатель, открыв упаковку и найдя на ярлычке код, должен был создать аккаунт на официальном сайте производителя и ввести код в соответствующее поле. С этого момента покупатель становился «другом Лафройг» и пожизненным владельцем 1 квадратного фута (около 930 см2) земли на острове Айла в пределах земли, принадлежащей фирме. Также, такому покупателю предоставлялся сертификат за подписью управляющего, подтверждающий владение 1 квадратным футом земли с конкретным номером и координатами, оговаривающий, также, невозможность «извлечения полезных ископаемых на этом месте и выпас скота». При этом, фирма тут же берёт этот участок земли у владельца в аренду и обязывается с тех пор выплачивать владельцу ренту в размере одного драма (1/8 унции) виски в год. Ренту можно получить, только лично прибыв на фабрику. Кроме того, согласно сертификату, каждому прибывшему на винокурню «другу Лафройг» фирма обязывается представить для прогулки надежные болотные сапоги, куртку, карту, компас, рулетку и указывает участок земли, на котором находится его личный фут земли. В случае, если «друг Лафройг» на официальном сайте повторно вносит в соответствующее поле новый код из ярлычка (подтверждающий покупку очередной бутылки виски), то он получает баллы, которые можно конвертировать в скидку при покупке виски на фабрике или на официальном сайте. Но с 30 сентября 2020 года, начисление баллов было остановлено.